# Царскосельская коллекция
Музей «Царскосельская коллекция» — государственный художественный музей изобразительного искусства в городе Пушкин, Санкт-Петербург. Открыт в 1990 году в особняке вдовы статского советника Марии Стеткевич, построенном в 1909 году по проекту архитектора Густава фон Голи.

## О музее
С февраля 1988 года в здании на улице Карла Маркса (Магазейной) размещалась Учебная мастерская живописи, именно тогда возникла идея создания музея. Вокруг мастерской сплотились художники, начала формироваться коллекция. Многое приходилось искать и делать впервые. Критерии, на которые ориентировались при отборе картин — это живописность, пластичность, сочетание духовно-созерцательного и научно-изыскательного подходов. Понимание того, что именно такое объединение живописного и духовного должно быть взято за основу коллекции, окончательно сложилось на выставке Стерлигова Владимира Васильевича, проходившей в Литературно-мемориальном музее Ф. М. Достоевского в 1989 году.
В феврале 1990 года в обветшалом здании открылась общественная организация «Галерея», основанная членом Союза художников Санкт-Петербурга Александром Михайловичем Некрасовым. Через год открылась первая постоянная экспозиция. В 1992 году в Министерстве юстиции РФ зарегистрирован Общественный музей «Царскосельская коллекция» (правопреемник Общественной организации «Галерея»). В 1996 году музей передал в дар городу Пушкину 800 произведений живописи, графики и скульптуры. По решению администрации Пушкинского района музею присвоен статус государственного.
В 2001 году, к 10-летию музея, открыта постоянная экспозиция «Арефьевский круг». Олег Фронтинский, Валентин Громов, Любовь Гуревич, Дмитрий Шагин, Николай Благодатов, Анатолий Сидоров передали в дар работы художников «арефьевского круга». С 2006 года выпускаются художественные альбомы, знакомящие с художниками, наиболее полно представленными в собрании музея.
За период с 1996 по 2010 годы, в фонды музея поступили рисунки Геннадия Устюгова, Владимира Яшке, Владимира Шагина, наследие Николая и Анны Костровых, акварели и рисунки Павла Басманова, пастели Леона Нисенбаума, живописные и графические работы Иосифа Зисмана, художественный проект «Архетипы» группы Митьки.Сегодня коллекция музея насчитывает более 6500 единиц хранения. В ней собраны работы представителей ленинградского авангарда 20-90-х годов XX века, от Владимира Гринберга до Владимира Паршикова, от Веры Ермолаевой до учеников Владимира Стерлигова и Павла Кондратьева, от ленинградского "Круга" до "Митьков", от объединения Маковец до Бориса Чернышёва, от Григория Длугача до художников группы Эрмитаж.
Ядро музея — работы представителей ленинградского авангарда 20-90-х годов XX века: Михаила Матюшина, Веры Ермолаевой, Льва Юдина, Константина Рождественского, Павла Басманова, Алексея Пахомова и многих других художников-сторонников «живописно-пластического реализма».
В отдельную экспозицию выделены работы художников, составлявших «Арефьевский круг» — одно из ранних сообществ ленинградского авангарда. Кроме произведений самого Александра Арефьева есть картины Рихарда Васми, Шолома Шварца, Владимира Шагина, Валентина Громова. 

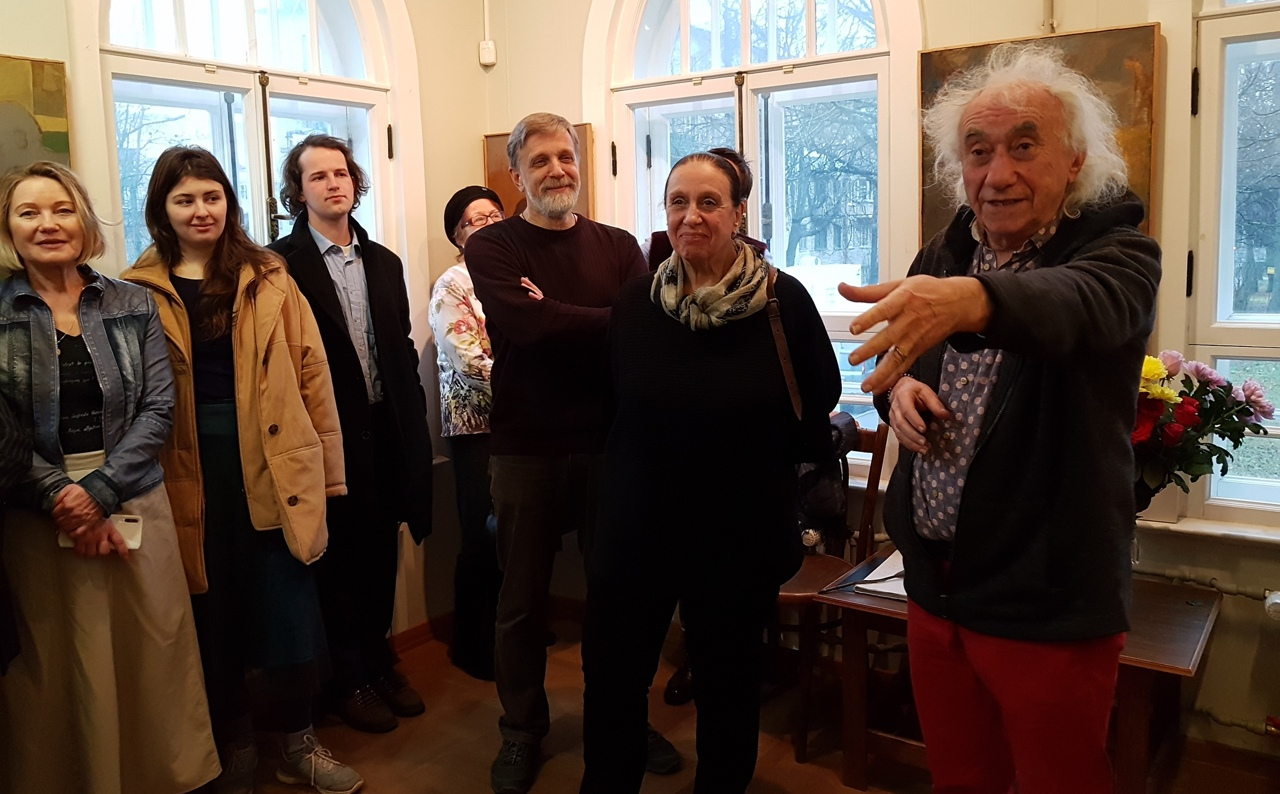
Открытие выставки в музее

Особенно ценным поступлением стала фреска «Лучники» художника Шолома Шварца, обнаруженная спустя 50 лет в квартире Роальда Мандельштама, демонтированная и переданная в дар музею в 2016 году. Шолом Шварц – один из легендарных представителей ленинградского «неофициального» искусства. Его работы находятся в крупнейших музеях России и за рубежом. Появление в стенах музея фрески стало серьезным поводом для продолжения популяризации наследия художников Арефьевского круга.

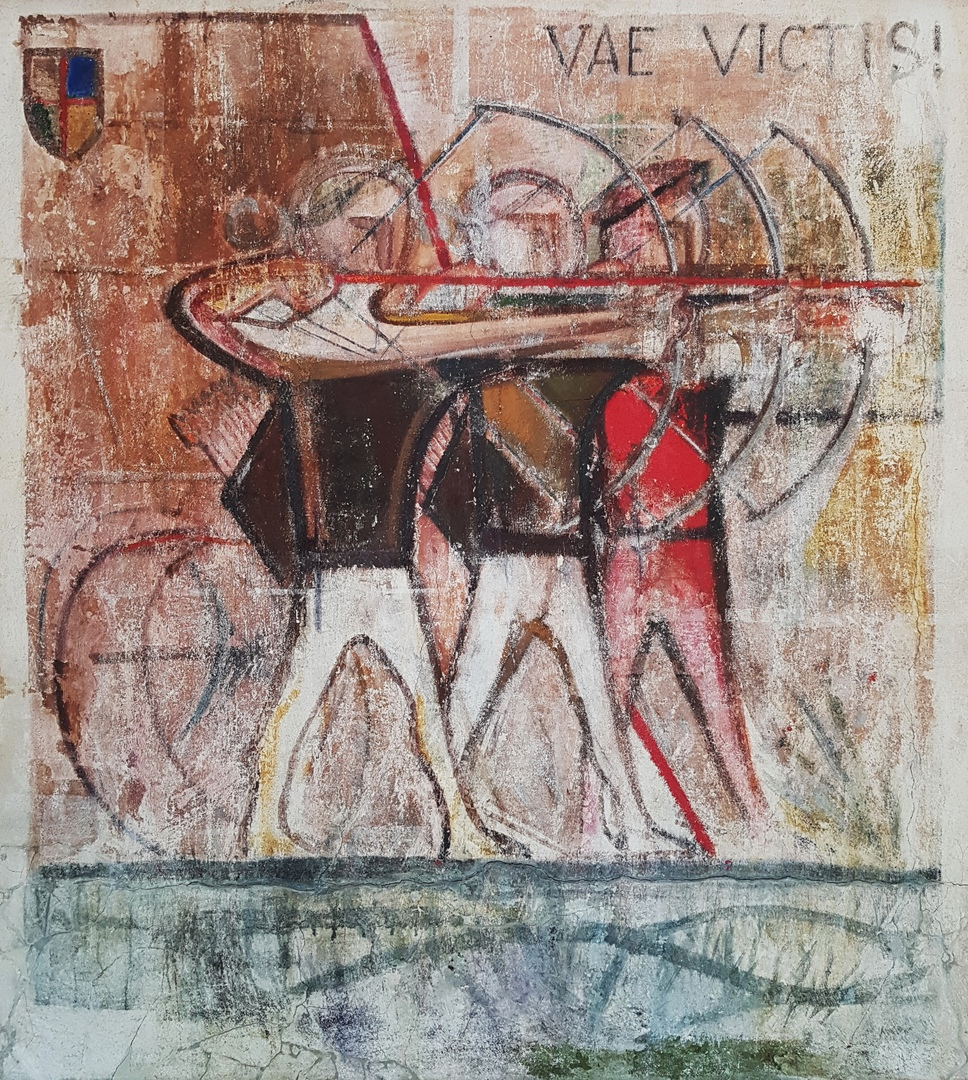
Лучники. 1959. Роспись по сухой штукатурке, смешанная техника. 208х188

Также, в коллекции музея представлены произведения художников московской школы живописи XX века: Сергея Романовича, Константина Зефирова, Льва Жегина, Василия Чекрыгина, Бориса Чернышева, Александры Лукашевкер, Василия Чекрыгина, Бориса Эндера, Дмитрия Митрохина, Татьяны Мавриной, Лидии Хромовой и других.
Помимо классических авторов XX века, в музее ежемесячно открываются временные выставки современных художников, фотографов, и скульпторов.
«К концу 80-х стало ясно, что Ленинграду нужен музей современного искусства. Я ждал его, как все, с нетерпением. Посещал выставки с участием галерей, которые одна за другой появлялись в городе. В мастерских художников встречался с В. Пушкарёвым, который хотел создать музей в Москве, и с М. Шейнбаумом, собиравшим работы для Центрального выставочного зала "Манеж". Знакомился с коллекциями Сергея Ласкина, Николая Благодатова, Логиновых, Чудновских, Сидоровых, Олега Фронтинского. Не желая ни с кем соперничать в значении и качестве собираемых произведений, хотел найти „свой голос“ в подборе самих работ и сложить коллекцию как мир, наиболее соответствующий моим идеалам в искусстве. Учился и учусь этому делу постоянно у друзей и прежде всего у художников старшего поколения, к сожалению, уже в основном ушедших. Оборачиваясь назад, вижу, что самое дорогое при собирании были не картины, а люди, которые их давали. Каждый успех музея, а следовательно и мой личный, соотношу с нашим общим продвижением в деле сохранения культуры в России, а значит, её будущего.

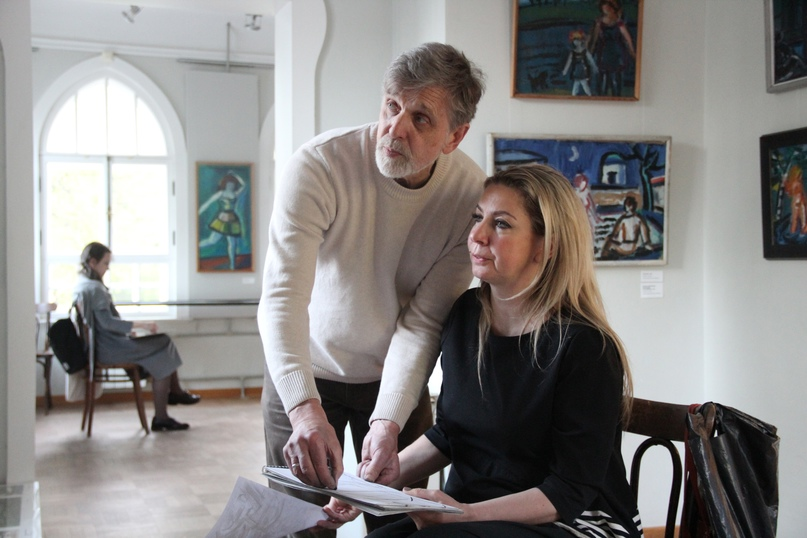
Занятия Учебной мастерской живописи. А.М.Некрасов с ученицей

Для меня собирание произведений, представляющих традиции, не являлось главной задачей. Хотя, наметить ориентиры было необходимо, чтобы лучше понять, что собирать дальше. Так, в коллекции появились работы 20-40-х, 50-80-х, а затем и 90-х годов XX века. Теперь становится яснее, куда следует двигаться в коллекционировании завтра». Александр Некрасов
Учебную мастерскую можно рассматривать как научно-исследовательскую лабораторию в области искусства, в которой ведутся практические занятия по изучению художественных произведений из фондов музея. Это дает возможность проникнуть в тайну сложения картины и по-новому переосмыслить установившиеся взгляды на современное искусство.

## О здании

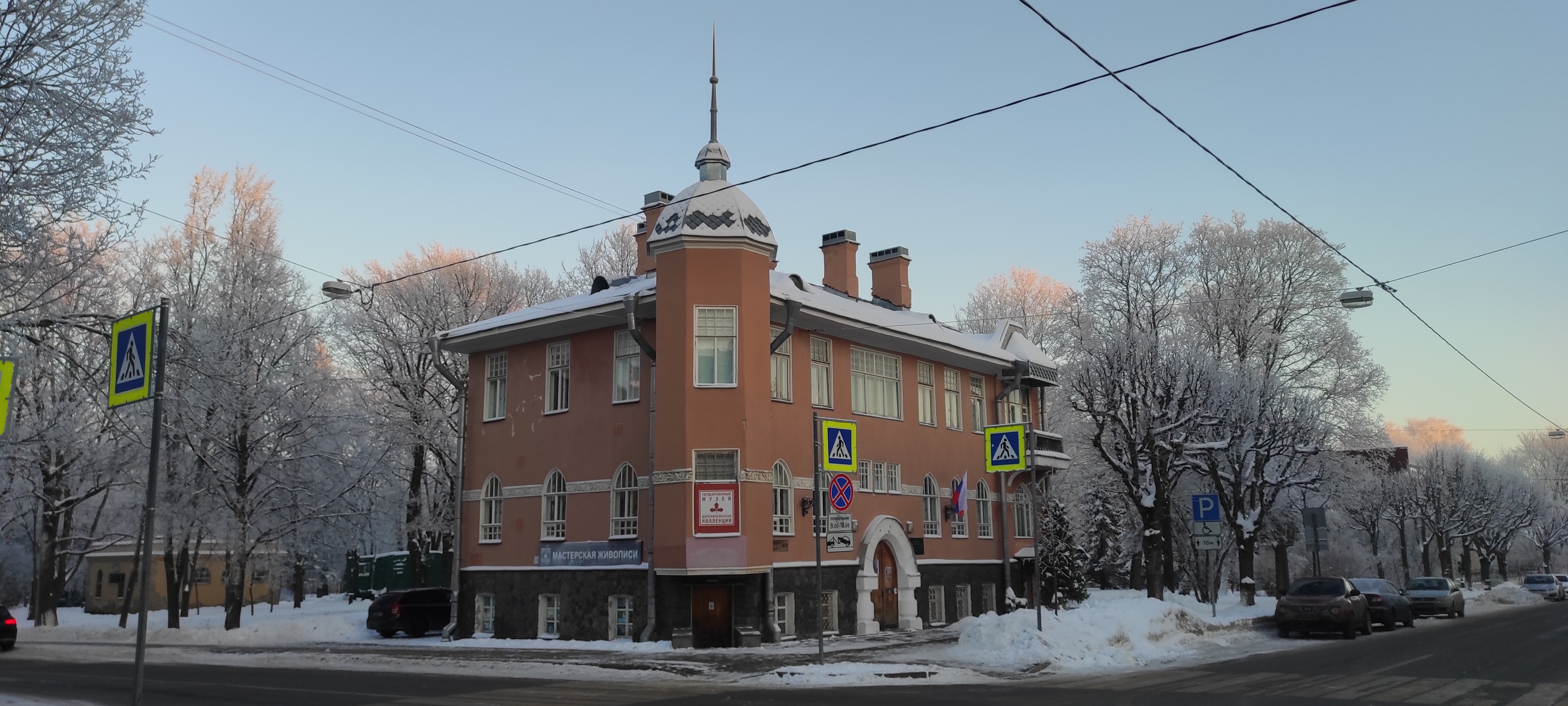
Государственный музей "Царскосельская коллекция". Декабрь 2023

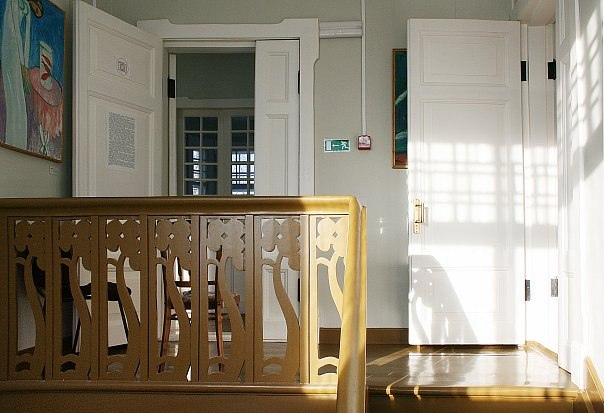
Вход с лестницы в залы постоянной экспозиции

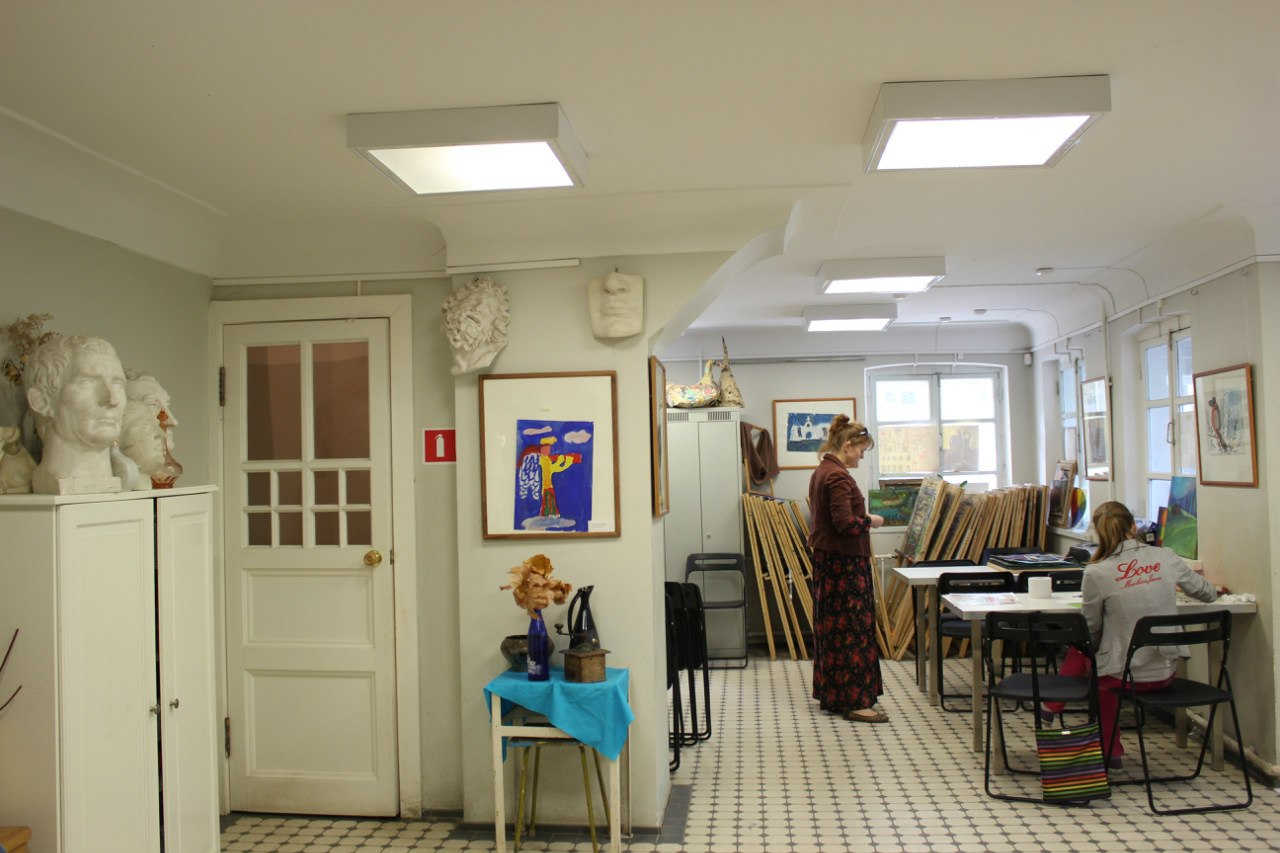
Учебная мастерская живописи

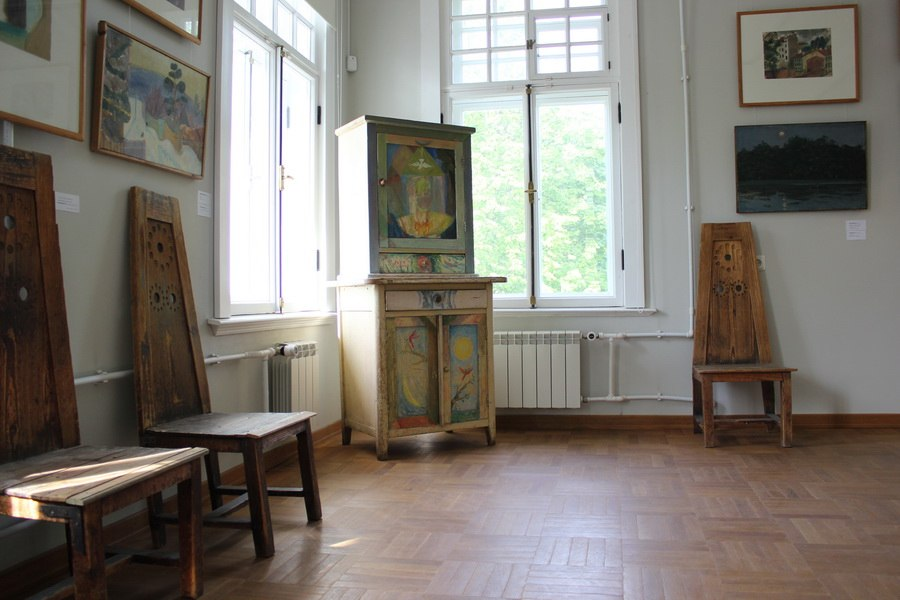
Зал постоянной экспозиции

Музей расположен в построенном в начале XX века в историческом центре города Пушкин, в деревянном особняке 1909 года, построенному по проекту архитектора Густава фон Голи для действительной статской советницы М.А.Стеткевич. Здание пострадало во время оккупации города фашистскими войсками, но еще больший урон был нанесен ему в начале 1950-х гг., когда было принято решение о перепланировке его внутренних помещений под коммунальные квартиры. Результатом этого стали изменившие до неузнаваемости интерьеры многочисленные перегородки, уничтоженные элементы архитектурного лепного декора, утраченные исторические двери и оконные переплеты, аварийный эркер, заложенные окна первого этажа, и, как следствие, разрушение фасада, перекрытий и стен здания. Исполкомом г. Пушкин в 1989 г. был поставлен вопрос о сносе здания из-за невозможности его восстановления. В том же году по инициативе художника Александра Некрасова в особняке была основана общественная организация «Галерея», силами которой началась работа по спасению здания. На основе исследовательской работы, проведенной Александром Некрасовым, и в постоянном контакте с КГИОПом, воссоздавался исторический облик здания, признанного «вновь выявленным объектом». В 2009 году здание было отреставрировано.Спасенный особняк является теперь не только редким для Царского Села образцом северного модерна, но и продолжает свою активную жизнь в качестве музея, главная задача которого — сохранение культурного наследия страны и передача его будущим поколениям. В 2003 г. Александр Некрасов был награжден медалью «В память 300-летия Санкт-Петербурга», в 2014 г. — стал номинантом Национальной Премии «Культурное наследие» в номинации «Доброхот» — «за многолетнюю бескорыстную деятельность по сохранению памятника архитектуры — особняка М. А. Стеткевич, и созданию в нём музея изобразительного искусства XX—XXI века». В соответствии с распоряжением КГИОП от 27 июня 2016 года «Дом М.А.Стеткевич» (г. Пушкин, Магазейная улица, д. 40/27, лит. А) вошел в перечень объектов культурного наследия регионального значения.

## Издания музея
- Государственный музей Царскосельская коллекция. Альбом. — СПб.:НП-Принт, 2006.
- Государственный музей Царскосельская коллекция. Изобразительное искусство Санкт-Петербурга XX века. СПб.:НП Принт, 2006.
- Прикосновение. Группа учебной мастерской живописи с особенностями развития. — СПб-Пушкин, 2007.
- Василий Васильевич Ушаков. Альбом. — СПб.:НП-Принт, 2008.
- Александр Некрасов и Андрей Кузнецов. Живопись и рисунки сделанные в поездке по Латвии. — СПб.:НП-Принт, 2009.
- Рихард Васми. Альбом. — СПб.:НП-Принт, 2009.
- Ия Кириллова. Альбом. — СПб.:НП-Принт, 2009.
- Желтый треугольник. Каталог к одноименной выставке. — СПб.:НП-Принт, 2010.
- Царскосельский вернисаж. Издание материалов ежегодного фестиваля «Царскосельский вернисаж» для людей с ограниченными возможностями. — СПб, 2011.
- Владимир Шагин. Альбом. — СПб.:НП-Принт, 2011.
- Герас Геокчакян. Альбом. — СПб.:НП-Принт, 2012.
- Лев Юдин. Альбом. — СПб.:НП-Принт, 2012.
- Поставангард. СПб.:НП Принт, 2013.
- Желтый треугольник. Каталог к одноименной выставке. — СПб.:НП-Принт, 2013.
- Книга Руфь. Каталог. — СПб.:НП-Принт, 2014.
- Желтый треугольник. Каталог к одноименной выставке. — СПб.:НП-Принт, 2014.
- Александр Манусов. Альбом. — СПб.:НП-Принт, 2014.
- Владимир Паршиков. Альбом. — СПб.:НП-Принт, 2015.
- Евгений Ротенберг. Альбом. — СПб.:НП-Принт, 2015.
- Лев Сморгон «О Евгении Ротенберге». — СПб.:НП-Принт, 2016.
- Арефьевский круг. Альбом. — СПб.:НП-Принт, 2017.
- Вера Матюх. Альбом. — СПб.:НП-Принт, 2017.
- Марис Ульдрикис. Альбом памяти художника. — СПб.:НП-Принт, 2018.
- Поставангард. Переиздание. — СПб.:НП-Принт. 2019
- Юрий Гусев. Живопись и графика. — СПб.:ООО "Любавич". 2019
- Путеводитель по музею. — СПб.:НП-Принт. 2019
- Валентин Левитин. Живопись, графика, мозаика. — СПб.:НП-Принт. 2020
- Алексей Пахомов. Варламово. — СПб.:НП-Принт. 2022

Книги из этого списка возможно приобрести непосредственно в музее "Царскосельская коллекция"

## Царскосельский вернисаж

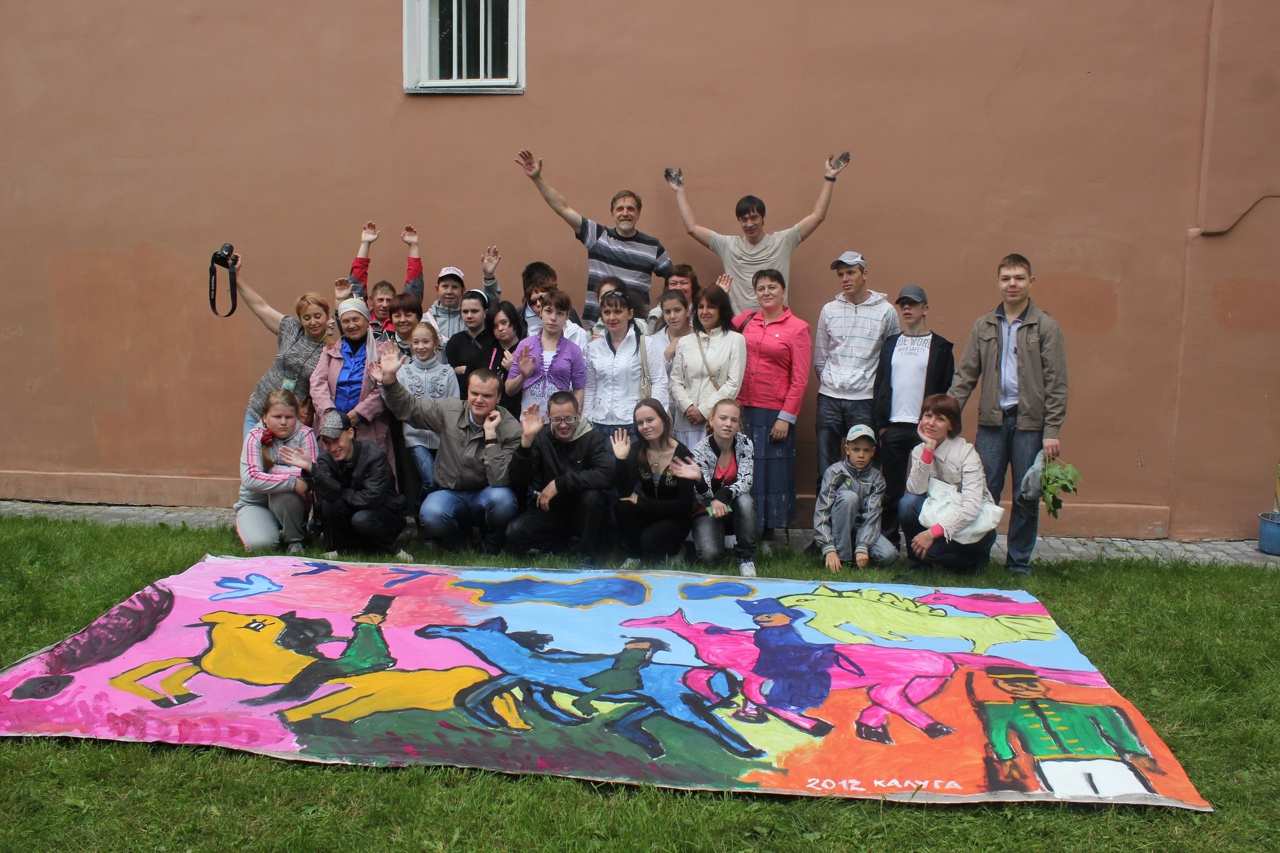
Совместная работа участников фестиваля

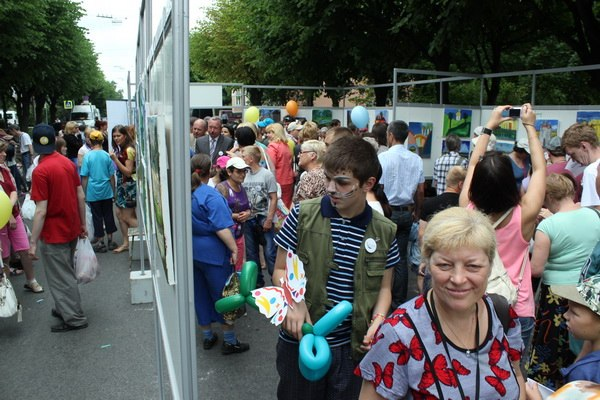
Фестиваль "Царскосельский вернисаж"

Идея проведения Фестиваля изобразительного творчества людей с ограниченными возможностями «Царскосельский вернисаж» возникла в 2009 году в период подготовки к празднованию 300-летия со Дня основания Царского Села.  
В 2010 году, по инициативе Государственного музея "Царскосельская коллекция", при поддержке Администрации Пушкинского района и Ассоциации общественных объединений детей-инвалидов "ГАООРДИ" в городе Пушкин прошел первый фестиваль "Царскосельский вернисаж". Санкт-Петербургский ежегодный фестиваль «Царскосельский вернисаж» посвящён творчеству людей с особенностями развития и направлен на выявление талантов в области изобразительного искусства – живописи и рисунка. 
А началось всё с группы "особых" людей "Божья коровка" при Учебной мастерской живописи.  
Первое занятие состоялось в 2002 году. 

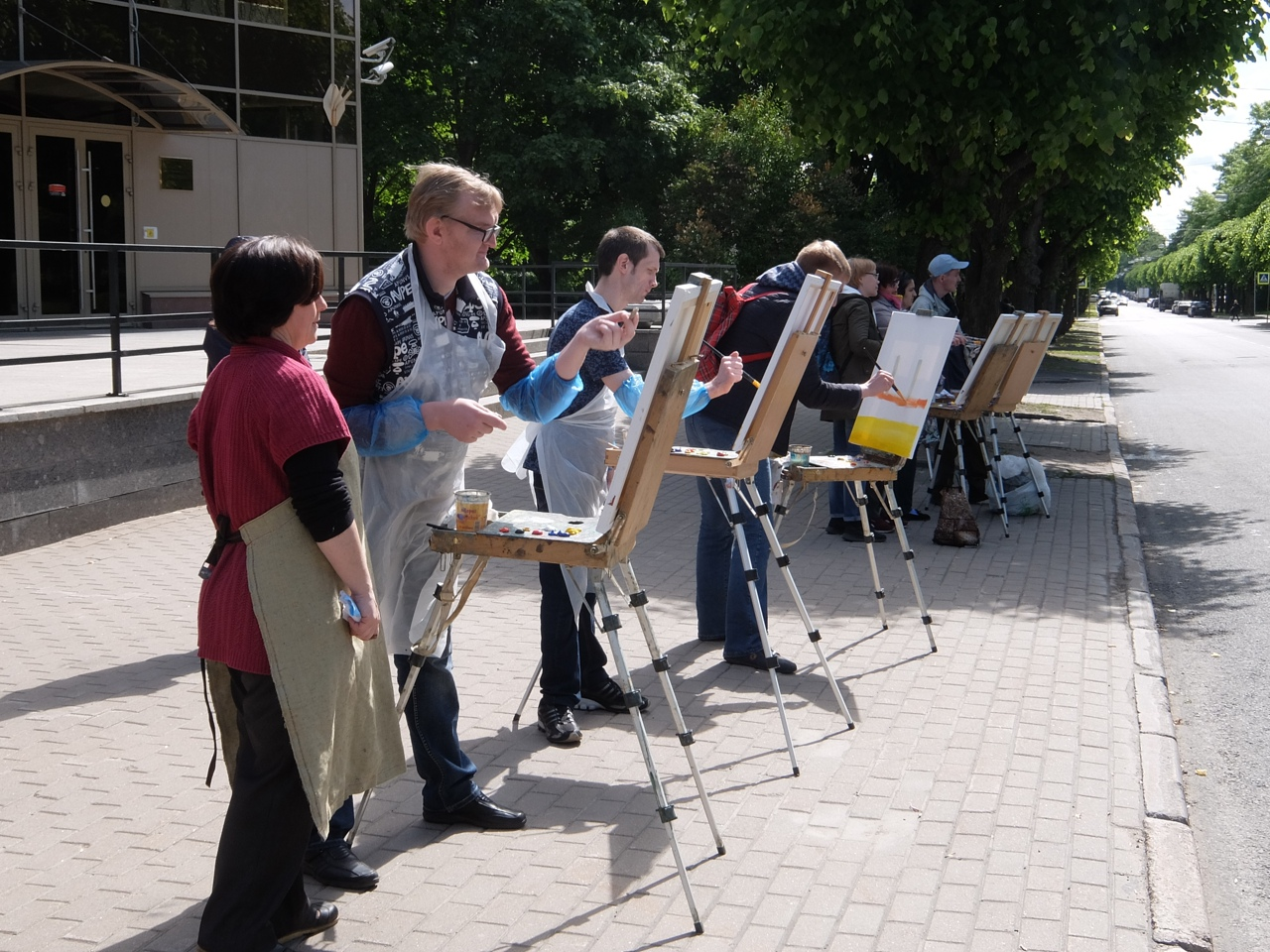
Пленэр с реабилитационным центром

Художники из «Божьей коровки» - яркая страница жизни Музея и Мастерской. Еженедельные занятия у педагога А.М.Некрасова позволяли сохранить смелость и развить уникальное звучание «особого» художника, настроить так, чтобы в каждой линии, точке была взята верная нота.
"Эти люди — они ничего не боятся. Они больны и ограничены только в плане сложности проживания рядом с нами. В творчестве они в большей степени неограничены, чем мы". Александр Некрасов
Ежегодно, в фестивале участвуют более 40 реабилитационных центров Санкт-Петербурга и других регионов, и не менее 500 особых художников. Сотрудниками музея проводятся пленэры в городе Пушкин. Итогом кропотливой работы является праздник, проводящийся в июне в центре Царского села. Каждый год тема фестиваля приурочена к каким-либо юбилейным датам. 
Художественным советом выбираются лучшие работы участников в различных номинациях, а победители награждаются во время проведения праздника. 
Традиционно, осенью проводится семинар для специалистов реабилитационных центров с целью передачи опыта работы, подведения творческих итогов года. Так же, ежегодно по итогам фестиваля издается отчетный каталог.  